# Szentpéterivölgy
Szentpéterivölgy (románul: Valea Sânpetrului), falu Romániában, Maros megyében.

## Története
Mezőgerebenes község része. A trianoni békeszerződésig Torda-Aranyos vármegye Marosludasi járásához tartozott.

## Népessége
2002-ben 480 lakosa volt, ebből 438 román, 39 cigány és 3 magyar nemzetiségű.

## Vallások
A falu lakóinak többsége ortodox hitű.